# Andrei Ribakou
Andrei Anatolievitch Ribakou (em bielorrusso:  Андрэй Анатольевіч Рыбакоў, seu sobrenome em russo é Рыбаков, transl. Ribakov; Moguilev, 4 de março de 1982) é um ex-levantador de peso olímpico bielorrusso.
Ribakov foi campeão mundial em 2006, com 383 kg no total combinado (180 kg no arranco/arranque e 203 no arremesso) e em 2007, com 393 kg (187+206), na categoria até 85 kg. Ficou em quinto no mundial de 2006, embora tenha ficado em primeiro no arranque.
Ribakov ganhou uma medalha de prata nos Jogos Olímpicos de 2004 em Atenas e novamente em 2008, em Pequim, na categoria até 85 kg, tendo obtido nesta ocasião um resultado de 394 kg, que superava o recorde mundial, dele mesmo, em 1 kg.
Mas este resultado foi anulado pelo Comitê Olímpico Internacional em outubro de 2016 devido a reanálises de amostras que confirmou doping (uso de turinabol).

## Principais resultados
| Ano                       | Lugar                          | Categoria       | Marca (kg) / pos. | Marca (kg) / pos. | Marca (kg) / pos. |
| Ano                       | Lugar                          | Categoria       | Arranque          | Arremesso         | Total             |
| Jogos Olímpicos           | Jogos Olímpicos                | Jogos Olímpicos | Jogos Olímpicos   | Jogos Olímpicos   | Jogos Olímpicos   |
| ------------------------- | ------------------------------ | --------------- | ----------------- | ----------------- | ----------------- |
| 2004                      | Atenas, Grécia                 | –85 kg          | 180 / 1           | 200 / 8           | 380 /             |
| 2008                      | Pequim, China                  | –85 kg          | 185 / DSQ         | 209 / DSQ         | 394 / DSQ         |
| 2012                      | Londres, Inglaterra            | –85 kg          | NM                | NM                | —                 |
| Campeonato Mundial        |                                |                 |                   |                   |                   |
| 2003                      | Vancouver, Canadá              | –94 kg          | NM                | NM                | —                 |
| 2005                      | Doha, Catar                    | –85 kg          | 185 /             | 195 / 12          | 380 / 5           |
| 2006                      | Santo Domingo, Rep. Dominicana | –85 kg          | 185 /             | 203 /             | 383 /             |
| 2007                      | Chiang Mai, Tailândia          | –85 kg          | 187 /             | 206 /             | 393 /             |
| 2011                      | Paris, França                  | –85 kg          | 178 /             | 190 / 18          | 368 / 7           |
| 2013                      | Breslávia, Polônia             | –85 kg          | 179 /             | 194 / 7           | 373 / 6           |
| 2014                      | Almati, Cazaquistão            | –85 kg          | 175 /             | 191 / 19          | 366 / 8           |
| Campeonato Europeu        |                                |                 |                   |                   |                   |
| 2003                      | Loutraki, Grécia               | –85 kg          | 180 /             | 190 / 10          | 370 / 6           |
| 2004                      | Kiev, Ucrânia                  | –85 kg          | 175 /             | 190 / 17          | 365 / 8           |
| 2006                      | Władysławowo, Polônia          | –85 kg          | 186 /             | 206 /             | 392 /             |
| Campeonato Mundial Júnior |                                |                 |                   |                   |                   |
| 2001                      | Salonica, Grécia               | –85 kg          | 166 /             | 180 / 11          | 345 / 5           |
| 2002                      | Havířov, Rep. Tcheca           | –85 kg          | 182,5 /           | 187,5 /           | 365 /             |
| Campeonato Europeu Júnior |                                |                 |                   |                   |                   |
| 2001                      | Kalmar, Suécia                 | –85 kg          | 168 /             | 182,5 /           | 350 /             |
| 2002                      | Nùoro, Itália                  | –85 kg          | 177,5 /           | 195 /             | 365 /             |

- NM = Sem marca (No mark)

### Recordes
Ribakov estabeleceu sete recordes mundiais para juniores e seis para seniores, na categoria até 85 kg.
Seu recorde mundial no arranco —187 kg— na categoria até 85 kg perdurou até a reestruturação das classes de peso em 2018.
Quadro de recordes
| Data                   | Disciplina | Marca    | Classe de peso | Lugar        |
| ---------------------- | ---------- | -------- | -------------- | ------------ |
| 5 de julho de 2001     | Arranque   | 166 kg   | –85 kg         | Salonica     |
| 5 de setembro de 2001  | Arranque   | 168 kg   | –85 kg         | Kalmar       |
| 2 de junho de 2002     | Arranque   | 175 kg   | –85 kg         | Havířov      |
| 2 de junho de 2002     | Arranque   | 180 kg   | –85 kg         | Havířov      |
| 2 de junho de 2002     | Arranque   | 182,5 kg | –85 kg         | Havířov      |
| 2 de junho de 2002     | Total      | 370 kg   | –85 kg         | Havířov      |
| 4 de outubro de 2002   | Total      | 372,5 kg | –85 kg         | Nuoro        |
| 14 de novembro de 2005 | Arranque   | 183 kg   | –85 kg         | Doha         |
| 14 de novembro de 2005 | Arranque   | 185 kg   | –85 kg         | Doha         |
| 6 de maio de 2006      | Arranque   | 186 kg   | –85 kg         | Władysławowo |
| 22 de setembro de 2007 | Arranque   | 187 kg   | –85 kg         | Chiang Mai   |
| 22 de setembro de 2007 | Total      | 393 kg   | –85 kg         | Chiang Mai   |
| 15 de agosto de 2008   | Total      | 394 kg   | –85 kg         | Pequim       |

| Recorde mundial para juniores                    |
| Recorde mundial para juniores e seniores         |
| Recorde mundial para seniores                    |
| Recorde mundial para seniores anulado por doping |